# Le Café français
Le Café français ou Le Français, est une brasserie, anciennement un café, situé au 7, avenue Alsace-Lorraine à Bourg-en-Bresse, dans le département de l'Ain en France.

## Histoire

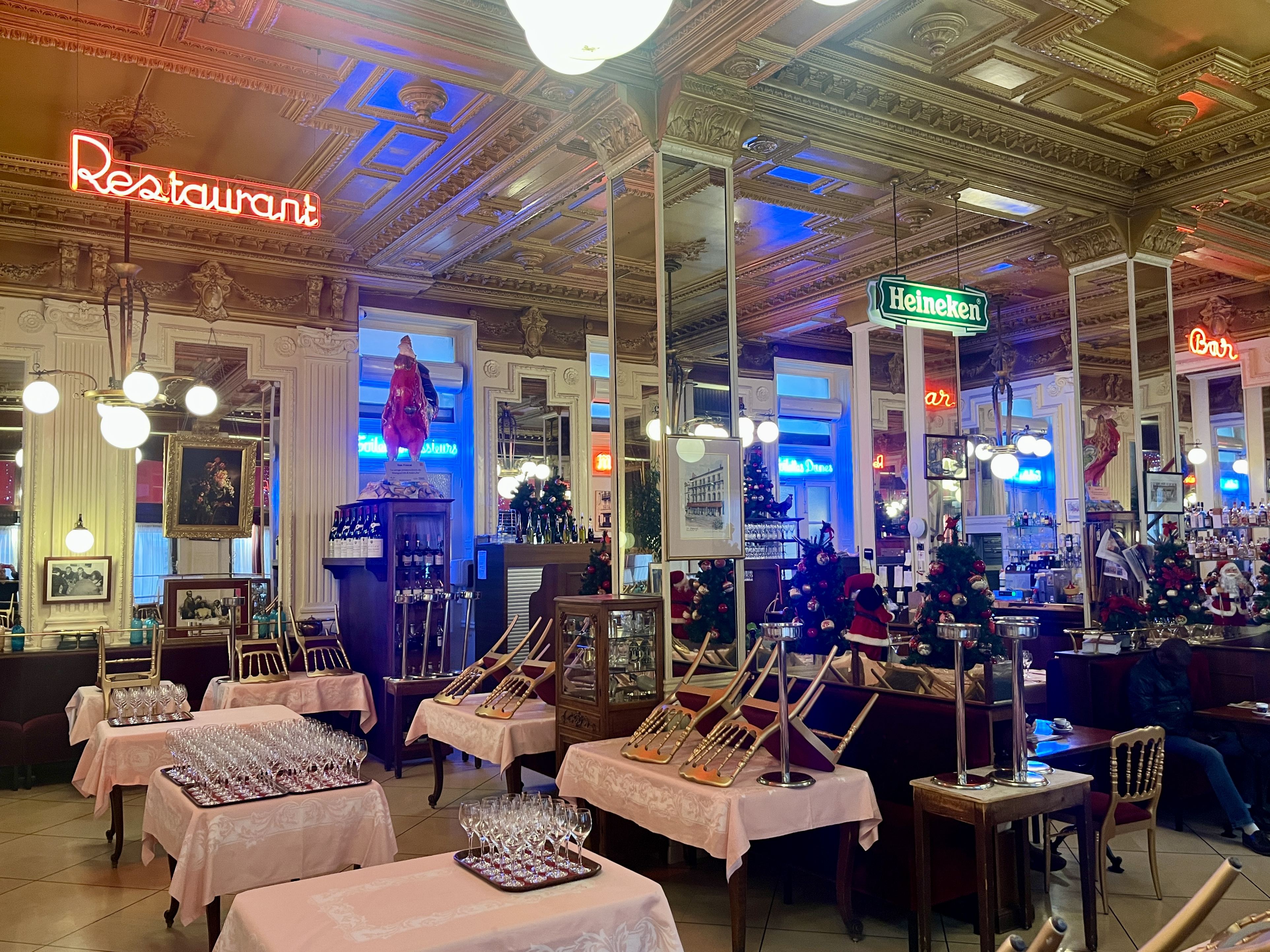
Vue de l'intérieur du Français en 2023.

Fondé en 1897, le café devient une brasserie en 1952, à la suite de la reprise de l'établissement en 1948, par Pierre Ramboz (1930-2017), le café était alors géré par son oncle Joseph Ramboz (1897-1982) qui avait acheté l'établissement en 1932. Depuis 1995, Pierre Ramboz, fils de Pierre Ramboz (1930-2017) dirige l'établissement. En 1981, la brasserie est renommée simplement Le Français.
Durant la Seconde Guerre mondiale, des réunions secrètes du Maquis de l'Ain et du Haut-Jura se tiennent au Café français, comme par exemple celle de mai 1943 qui confirme la décision de placer Henri Romans-Petit comme chef du maquis.
En 1992, à l'initiative de Pierre Ramboz (père), une association des Amis du Français, est fondée,.

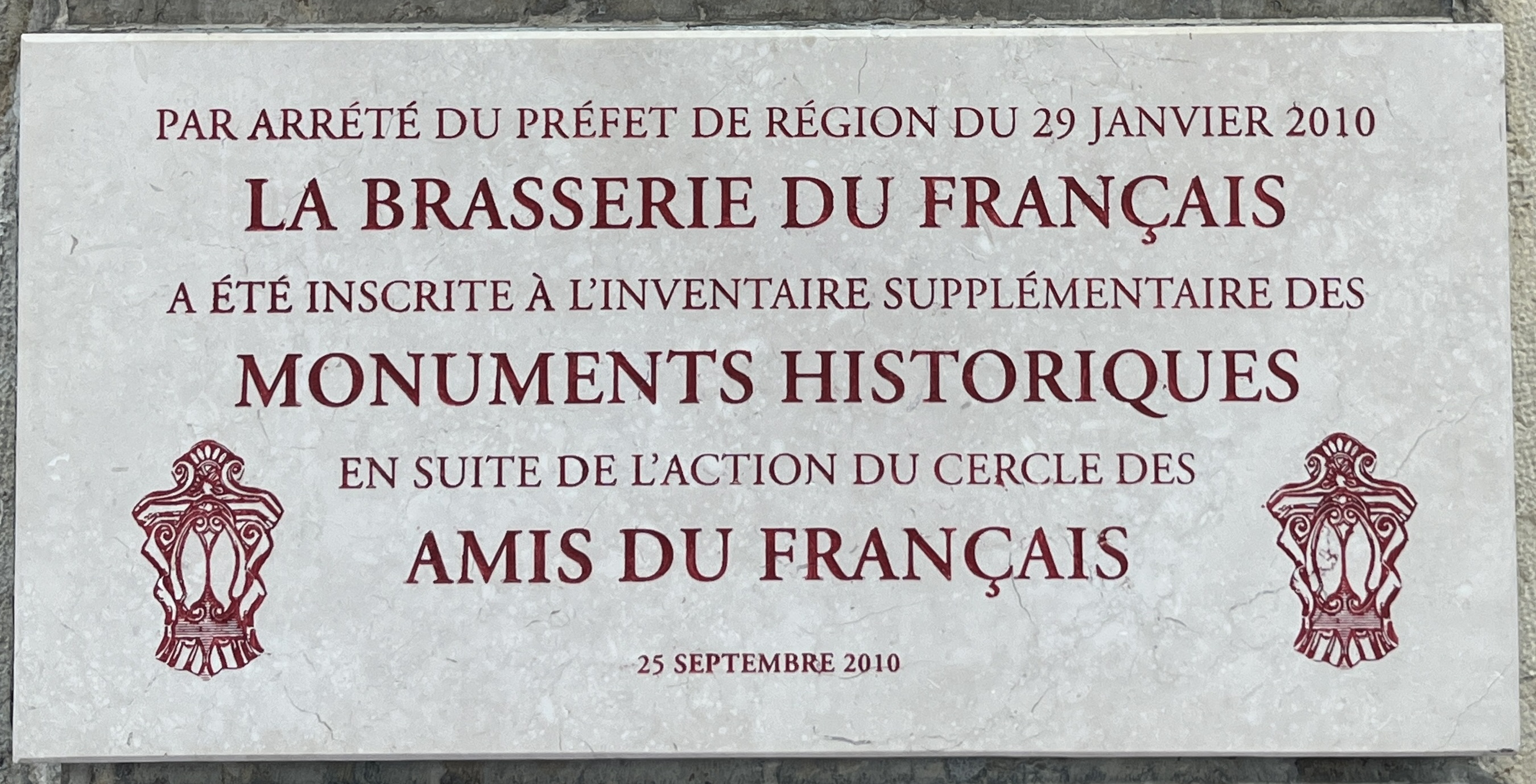
Plaque de l'inscription aux Monuments historiques apposée en 2010.

Le café fait l'objet d'une inscription au titre des Monuments historiques depuis 2010 pour ses décors intérieurs  (« les stucs et les boiseries des murs et du plafond, la marquise extérieure »). La notice Mérimée indique que « Le café accueille les figures de la vie culturelle de Bourg-en-Bresse dont le plus connu est Roger Vailland ».

## La brasserie
La carte met à l'honneur la cuisine bressane ainsi que les productions locales d'appellations contrôlées, comme la crème et beurre de Bresse et le poulet de Bresse : 300 poulets sont servis par Le Français chaque mois avec 80 kg de beurre et 120 litres de crème.

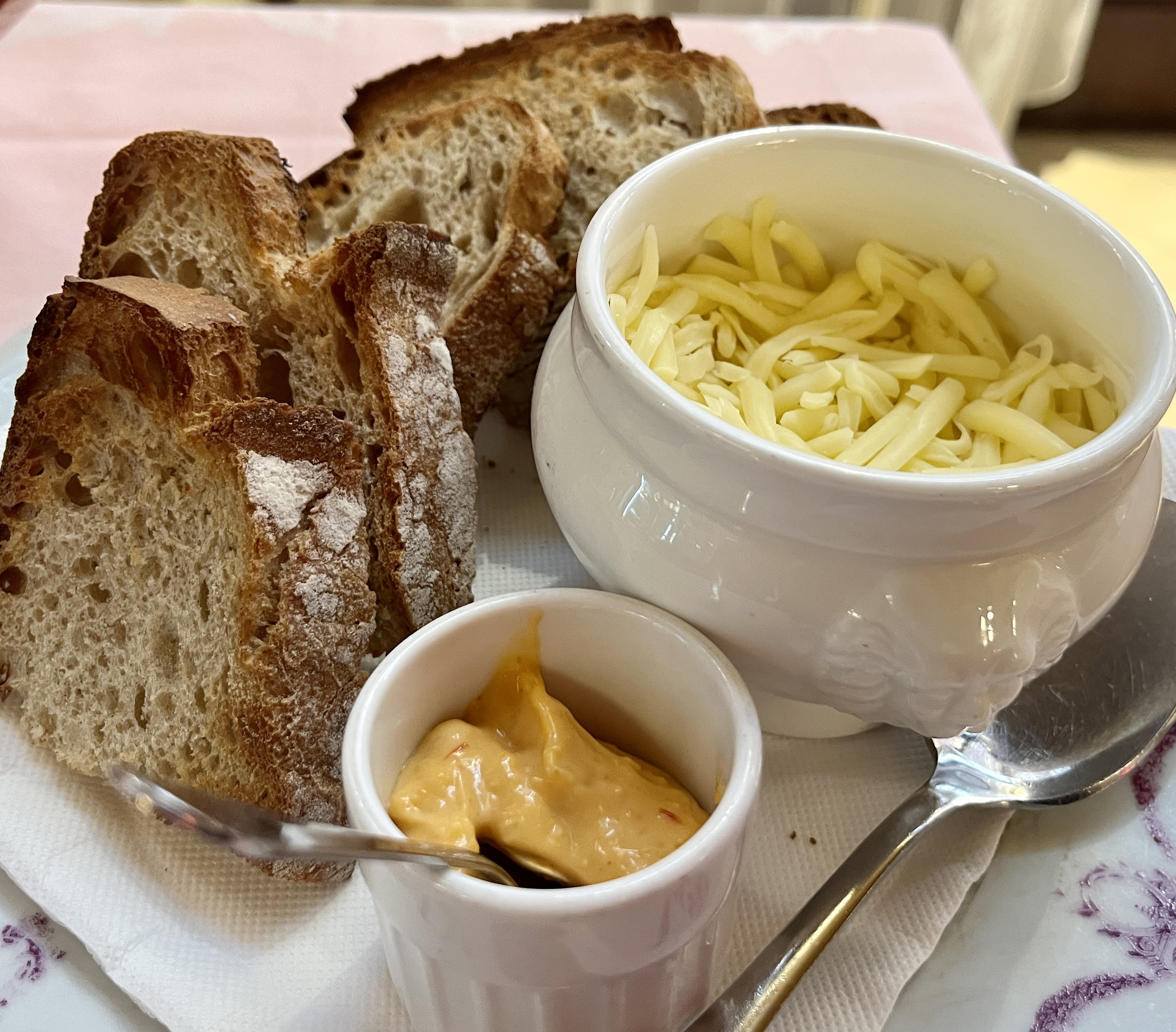
Accompagnement de la soupe de poisson dont la sauce rouille.
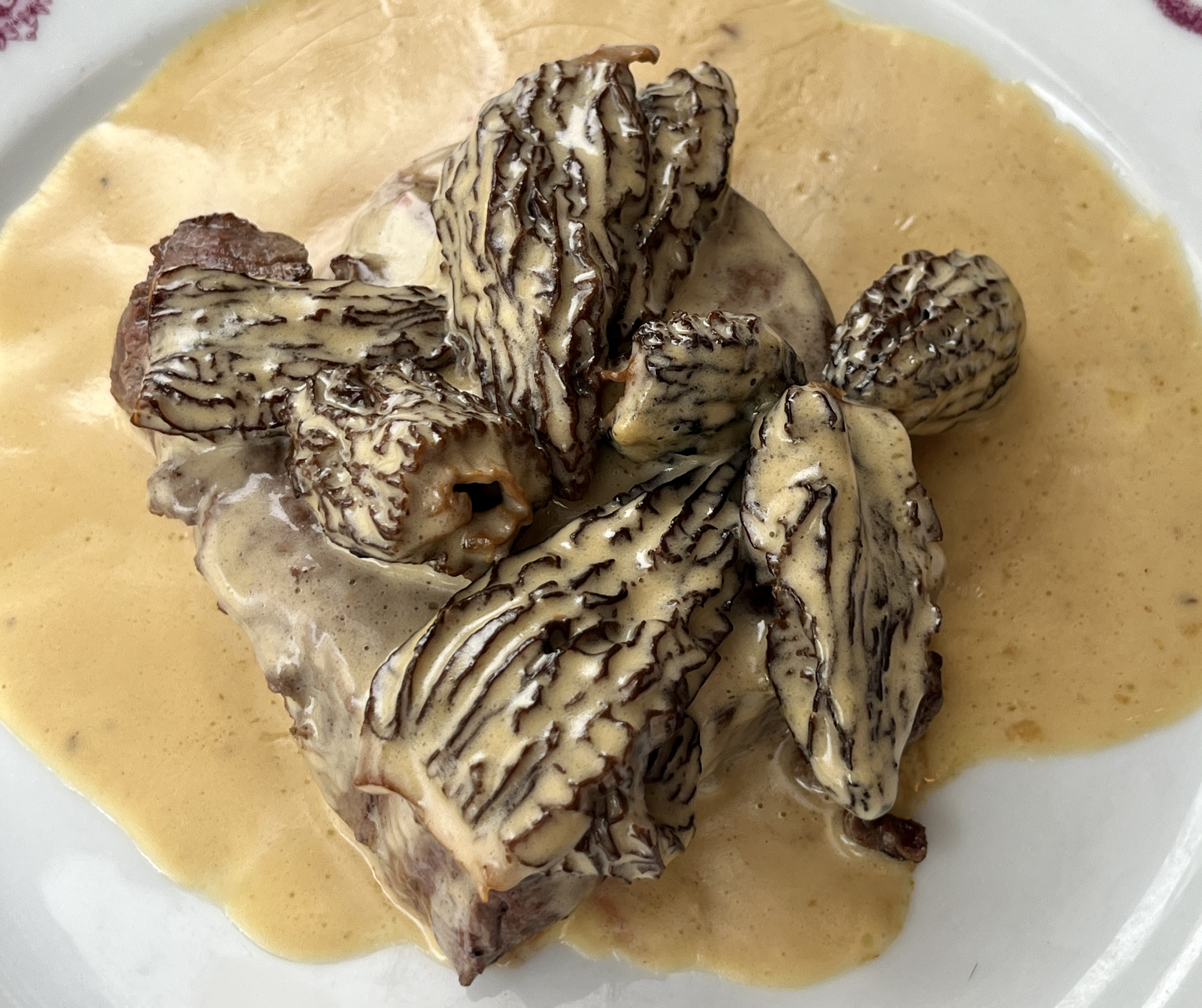
Entrecôte à la crème et aux morilles.
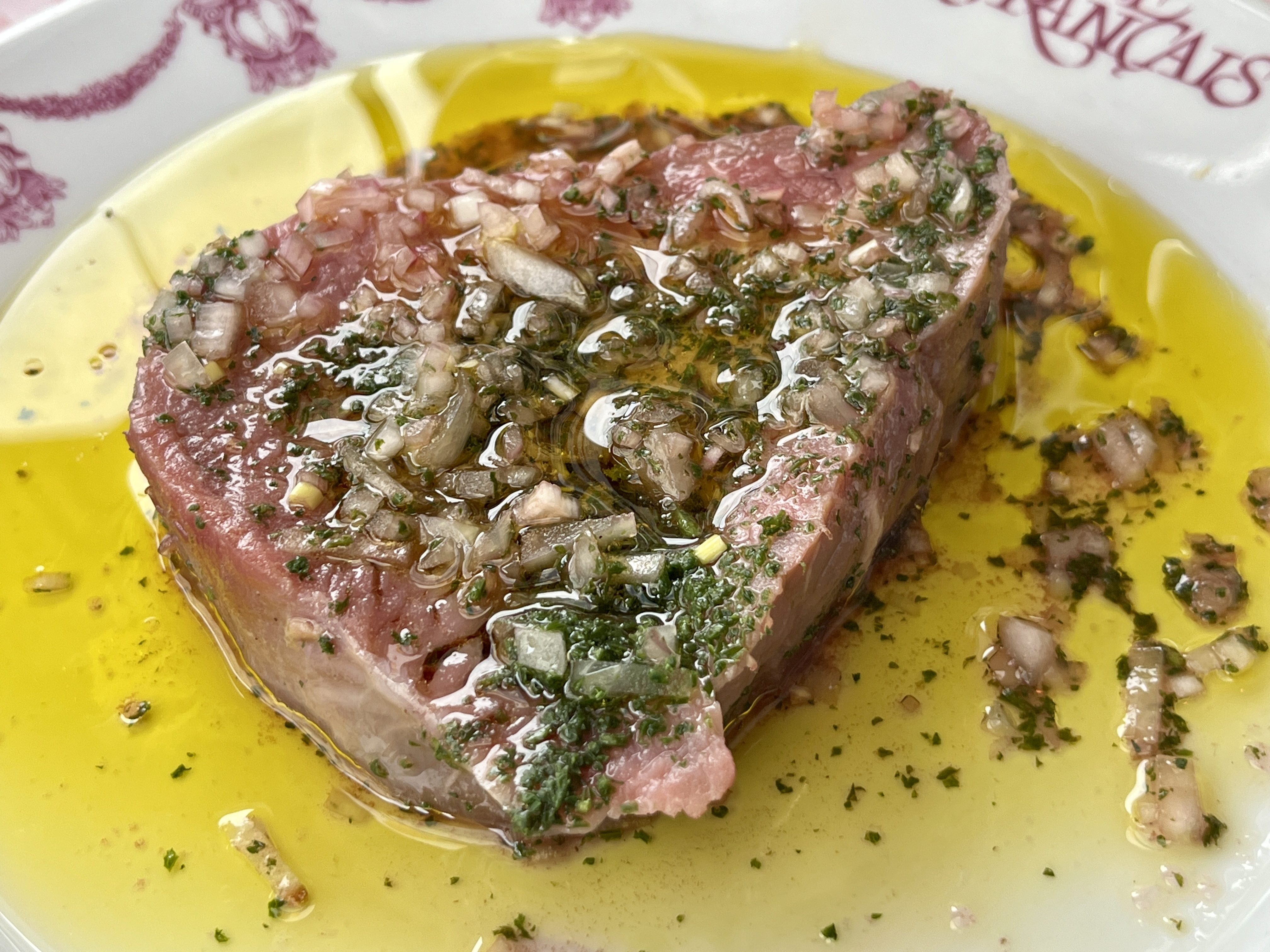
Filet "pierre".

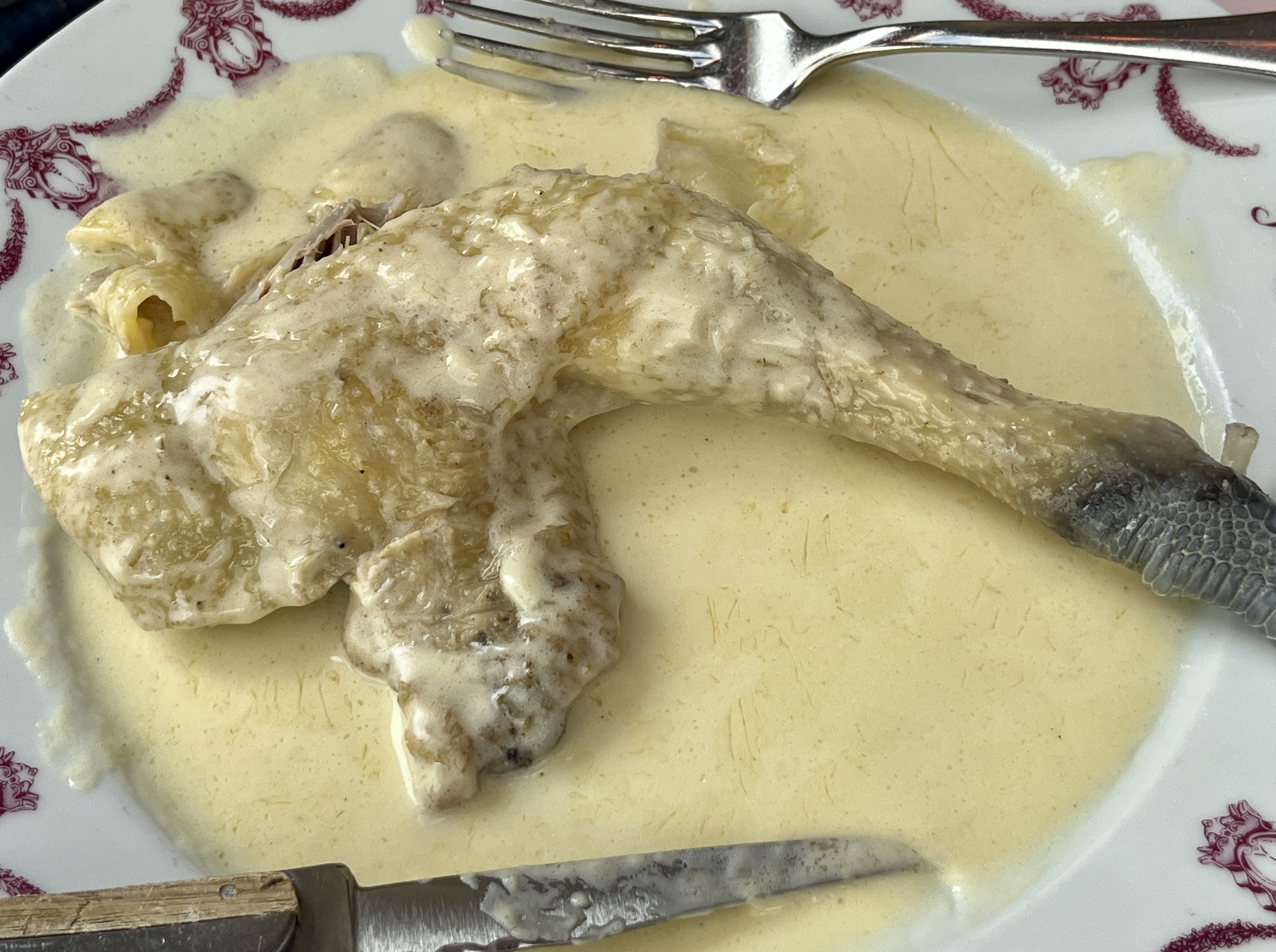
Poulet de Bresse à la crème.
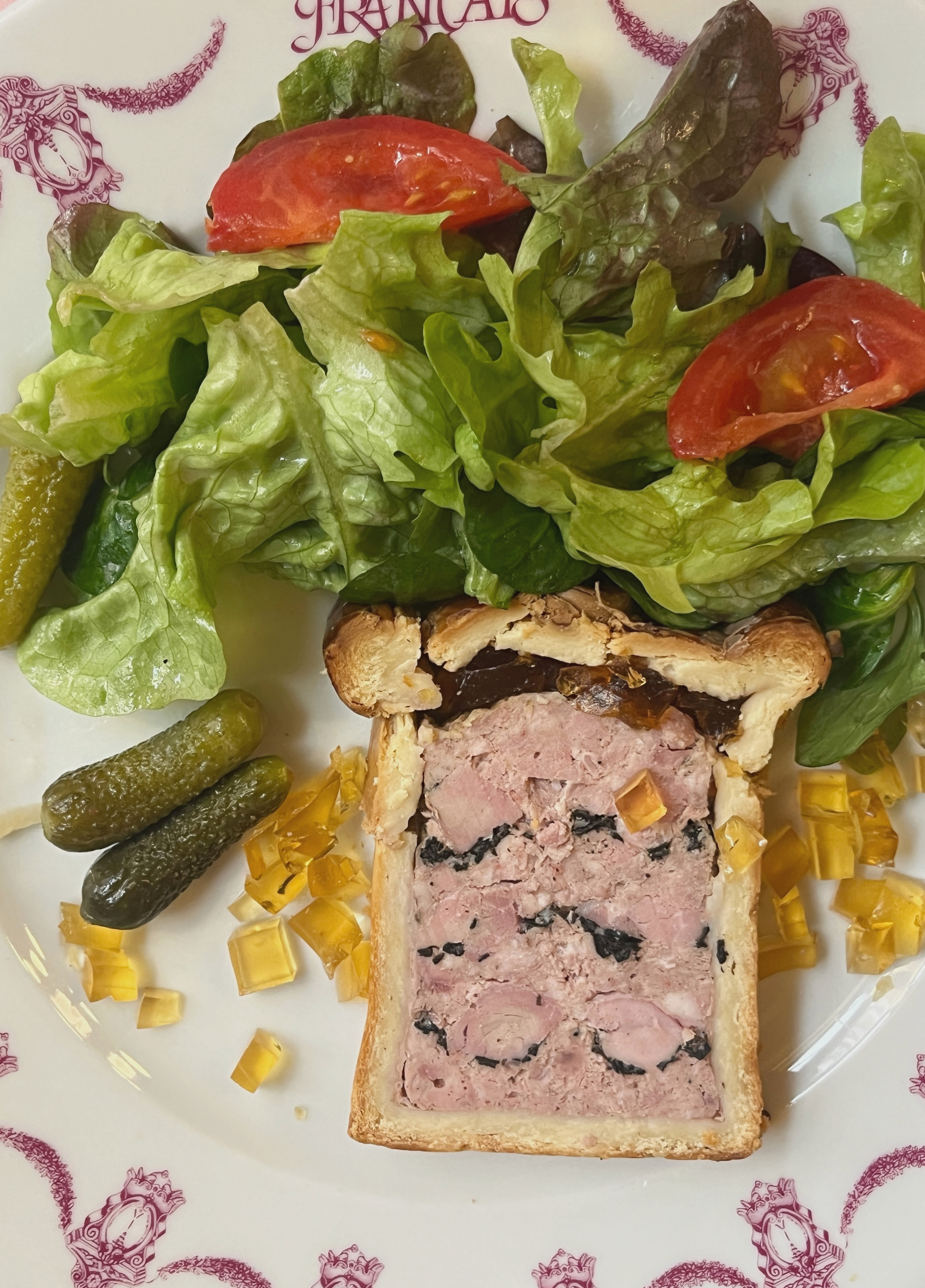
Pâté en croûte.
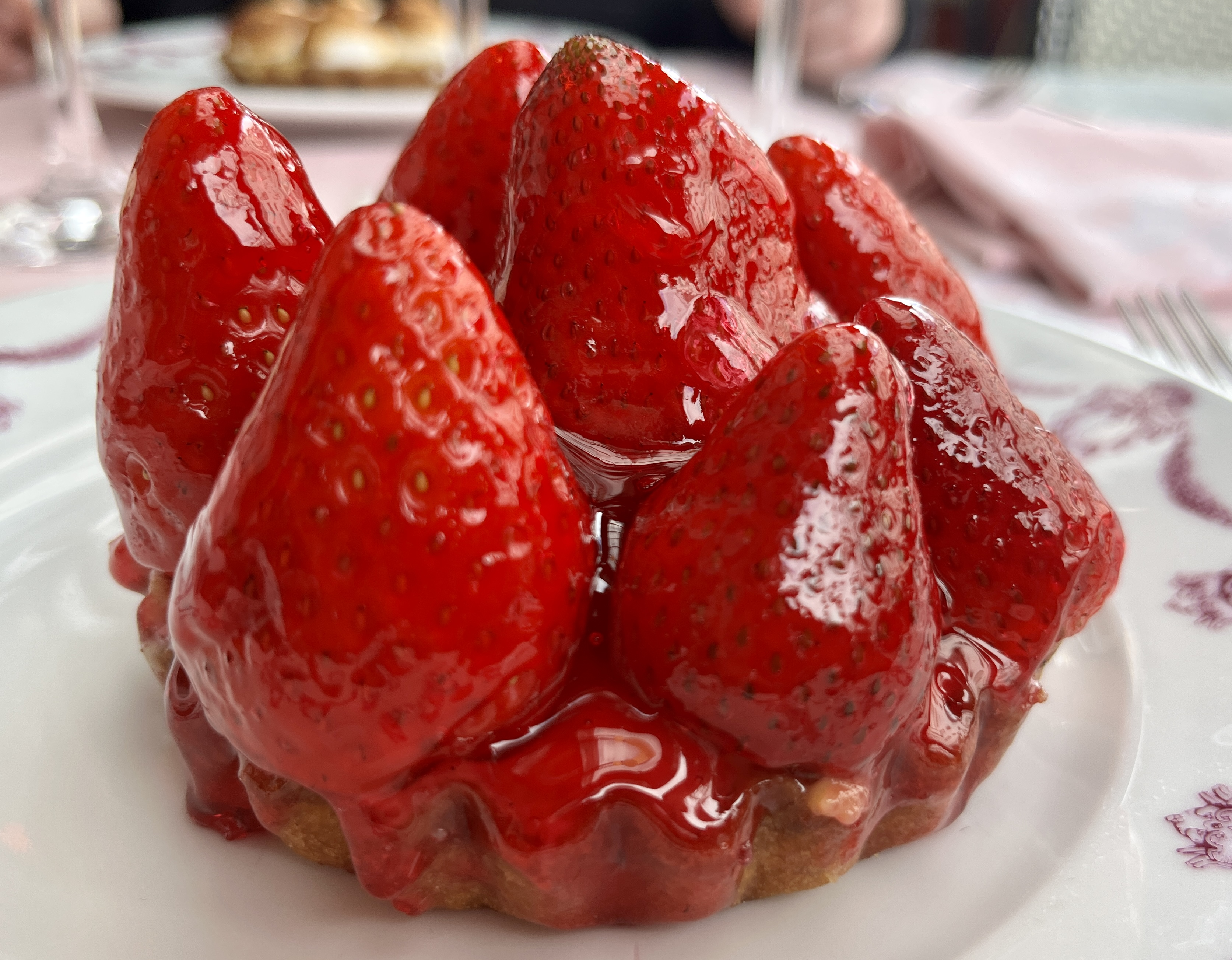
Tarte aux fraises.